# Vessigebro landskommun
Vessigebro landskommun var en tidigare kommun i Hallands län.

## Administrativ historik
Landskommunen bildades vid kommunreformen 1952 genom sammanläggning av de tidigare kommunerna Alfshögs landskommun, Askome landskommun, Köinge landskommun, Okome landskommun, Svartrå landskommun och Vessige landskommun. Den fick sitt namn efter tätorten Vessigebro.
Kommunen gick 1971 upp i Falkenbergs kommun, som då bildades av kommunerna i Falkenbergs kommunblock.
Kommunkoden var 1319.

### Kyrklig tillhörighet
I kyrkligt hänseende tillhörde kommunen församlingarna Alfshög, Askome, Köinge, Okome, Svartrå och Vessige.

## Geografi
Vessigebro landskommun omfattade den 1 januari 1952 en areal av 230,36 km², varav 220,75 km² land.

### Tätorter i kommunen 1960
I Vessigebro landskommun fanns tätorten Vessigebro, som hade 608 invånare den 1 november 1960. Tätortsgraden i kommunen var då 17,7 procent.

## Politik

### Mandatfördelning i valen 1950-1966
| 8 | 6 | 19 | 2 |

| 31 |

| 8 | 19 | 2 | 6 |

| 31 |

| 6 | 3 | 20 | 2 | 4 |

| 31 |

| 6 | 3 | 20 | 2 | 4 |

| 28 | 7 |

| 6 | 2 | 20 | 2 | 5 |

| 29 | 6 |